# Залістовський Владислав Павлович
Владислав Павлович Залістовський (2000—2024) — український військовий льотчик 114 БрТА Повітряних сил Збройних сил України, учасник російсько-української війни.

## Життєпис
Народився 18 Липня 2000 року в м. Малин Житомирської області.
У 2015 році вступив у Київський військовий ліцей імені Івана Богуна.
У 2021 році закінчив льотний факультет Харківського національного університету Повітряних сил імені Івана Кожедуба.
Під час російського вторгнення в Україну служив пілотом МіГ-29 у 114-ій бригаді тактичної авіації. Мав на своєму рахунку десятки бойових вильотів.
Загинув під час виконання бойового завдання 5 січня 2024 року.
Похований 10 січня 2024 року у місті Малин Житомирської області.
У нього залишилися батьки, та сестра.

## Нагороди
- орден Богдана Хмельницького III ступеня (20 січня 2024, посмертно) — за особисту мужність, виявлену у захисті державного суверенітету та територіальної цілісності України, самовіддане виконання військового обов'язку[5].
- Почесний нагрудний знак Головнокомандувача ЗСУ «Срібний хрест»[6]